# E16
|  | No s'ha de confondre amb E016. |

Ruta de l'E16.

La ruta europea E16 és una carretera que forma part de la Xarxa de carreteres europees. Comença a Londonderry (Irlanda del Nord) i finalitza a Oslo (Noruega). Té una longitud de 1180 km. Creua el nord d'Irlanda, l'Escòcia i Noruega. Passa a través de Glasgow, Edimburg, s'uneix a Bergen en ferri, Voss, mitjançant el Túnel de Lærdal (el túnel més llarg del món) i finalitza a Sandvika, als afores d'Oslo. El 2010 es va decidir ampliar a l'est de la regió d'Oslo a Kongsvinger, Torsby, Malung, Borlänge i a Gävle a Suècia.